# Desigualtat social
La desigualtat social és el fenomen social on els membres de la mateixa societat no tenen els mateixos drets, reconeixement públic o oportunitats en la vida. Segons algunes teories pot sorgir per l'existència de la societat de classes, que divideix els individus en grups amb privilegis únics o per les diferències de naixement, ocupació, mèrit o cultura a què pertany cada persona. El darwinisme social defensa la teoria que la desigualtat social és una condició bàsica que permet la supervivència del més apte i, per tant, la millora de la societat.
La desigualtat social es l'oposada a la igualtat social. Les nocions d'igualtat i desigualtat es refereixen a la forma en que es distribueixen els béns entre la població.
Les diferències socials sovint es veuen lligades a motius de riquesa, ètnia, sexe o creences, i això s'anomena discriminació, ja que la desigualtat va més enllà de la diversitat i constata una jerarquia, una distinció entre les persones d'una mateixa societat per algun dels motius citats. La desigualtat econòmica està directament relacionada amb la distribució de la renda. La desigualtat pot ser una causa de l'existència de la víctima expiatòria.

## Desigualtat
La desigualtat social és un focus central d'estudi dins de la sociologia. Segons el sociòleg Eduardo López Aranguren, la desigualtat social és el resultat d'un problema social, i no pot observar-se merament com un fenomen natural. És també un problema històric i cultural que ha existit en totes les nacions. La desigualtat social és la condició per la qual les persones tenen un accés desigual als recursos de tot tipus, als serveis i a les posicions que són valorades per la societat. Així doncs la desigualtat és el tracte desigual o diferent que mostra diferència o discriminació d'un individu cap a un altre degut a la seva posició social, econòmica, religiosa, al seu sexe, raça, color de pell, personalitat o cultura, entre d'altres.
L'estratificació social és un concepte a considerar dins la societat, com a conjunt de desigualtats estructurals que existeixen entre els diferents individus, ordenant jeràrquicament els membres d'una societat en diferents capes o estrats. Serveix per establir i quantificar les distàncies socials existents entre els individus dels diferents estrats. Les formes més extremes de la desigualtat social prenen la forma d'opressió en diferents aspectes: l'individu es veu oprimit de forma econòmica, política, religiosa, i cultural, creant les minories socials. És llavors quan les grans entitats o grups socials són causants de l'exclusió social d'aquestes persones. L'exclusió social és el trencament de llaços entre l'individu i la societat.
Un altre terme a considerar al parlar de les desigualtats és la mobilitat social, ja que com a característica de les societats democràtiques contemporànies, es fonamenta en la capacitat dels individus de transcendir el llegat familiar i determinar el seu èxit o fracàs social a partir dels seus propis recursos, talent, habilitats i capacitats de treball. Implica la capacitat dels individus d'ascendir o descendir de classe social i modificar la seva trajectòria vital, independentment del seu punt de partida familiar. Aquesta capacitat o possibilitats de mobilitat social afectarà de manera totalment directa la desigualtat social dels individus.
Generalment s'admet que valors com llibertat, justícia, pau, respecte o solidaritat tenen un caràcter universal de forma que a més de considerar-se indispensables, es constitueixen en els pilars bàsics de totes les societat democràtiques. No obstant, no tots tenen el mateix protagonisme, i no tots són assimilats o integrats igualment: n'hi ha prou amb recordar la reacció d'alguns grups socials davant l'aprovació de lleis que cerquen una igualtat social i de drets de totes les persones, com del matrimoni entre les persones del mateix sexe o les lleis a favor de la integració dels immigrants.
Per lluitar contra la desigualtat l'acció hauria d'afrontar-se des de la interseccionalitat, identitats socials solapades o intersectades i els seus respectius sistemes d'opressió, dominació o discriminació. Les diverses categories com el gènere, ètnia, classe, discapacitat, orientació sexual, religió, casta, o altres eixos d'identitat interaccionen en múltiples i sovint simultanis nivells.

## Causes de la desigualtat
Jean-Jacques Rousseau, a la seva obra Discours sur l'origine et les fondements de l'inégalité parmi les hommes (Discurs sobre els orígens i les bases de les desigualtats entre els homes), eix del fenomen que ell anomena l'estat natural de l'home sense cap desigualtat. Segons Rousseau, quan els humans van començar a comparar-se entre ells, van començar a notar que alguns tenien qualitats que els diferenciaven dels altres. Tanmateix, només quan es va atorgar un significat moral a aquestes qualitats van començar a crear estima i enveja, i per tant, jerarquies socials. Rousseau va assenyalar que mentre que "el salvatge viu dins d'ell mateix, l'home sociable, sempre fora d'ell, només pot viure en l'opinió dels altres".
En canvi, Karl Marx, proposa un nou enfocament en l'estudi del progrés històric de les desigualtats socials. Va afirmar que són les condicions materials en les que viuen els individus les que determinen l'organització de la societat. Els canvis en els mitjans de producció (eines i maquinària utilitzades per crear riquesa) condueixen als canvis socio-econòmics. Anomenat materialisme històric, l'enfocament d'aquest desenvolupament històric, explica la transició de la societat feudal a la capitalista moderna com a resultat de l'aparició de nous mètodes de producció. Sota el feudalisme, els nobles controlaven els mitjans de producció agrícola com a propietaris de la terra que conreaven els camperols. A l'era de les màquines va sorgir una nova classe, la burgesia, propietària d'uns nous mitjans de producció, que va disputar el seu lloc a nobles i va provocar un canvi en l'estructura econòmica de la societat. Els elements oposats a la societat feudal contenien les llavors de la societat capitalista que va substituir. Com van mantenir Marx i Friedrich Engels al Manifest comunista: «La història de totes les societats que han existit fins als nostres dies és la historia de les lluites de classes».
L'estudi antropològic i arqueològic de les societats ha revelat que les societats paleolítiques eren prou igualitàries, i excepte les diferències per sexe i edat en les tasques, existia poca o cap diferenciació addicional. En general homes i dones de la mateixa edat tenen habilitats i coneixements similars, o en tot cas hi havia poca especialització en les societats de caçadors-recol·lectors. Aquelles evidències, apunten que les desigualtats en les societats humanes es van fer més marcades en les societats neolítiques, en les que existia una creixent especialització i, per tant, asimetries en l'accés als recursos naturals, bens econòmics, informació i coneixements. Les elits responsables de centralitzar i organitzar la producció i la custòdia d'aliments, en les societat pre-estatals en general aprofiten el seu accés diferencial als recursos en benefici dels seus parents, el que sembla una de les formes inicials de desigualtat social en les societats humanes.

## Conseqüències de la desigualtat social
Diversos estudis confirmen que existeix una relació directa major desigualtat econòmica i desigualtats en salut amb menor esperança de vida, addiccions, pitjors rendiments escolars i majors índexs d'embarassos juvenils no desitjats. Alguns investigadors van concloure que als països més desenvolupats, els que són més igualitaris obtenen un millor comportament en una sèrie àmplia d'índexs de benestar social.
Una de les més greus conseqüències de la desigualtat social és la desigualtat educativa, que al seu torn mostra una desigualtat d'oportunitats: tothom no pot assolir qualsevol posició segons les seves competències, sinó que intervenen en la distribució la classe social, ideologia política, ideologia religiosa, ètnia, gènere, orientació sexual, etcètera.
Andrea Greibe Kohn de la Universitat de Xile diu: «L'accés a l'educació és vist com una oportunitat per mobilitzar-se a l'interior de l'estructura social, però, existeix consciència que aquesta oportunitat està condicionada pels recursos econòmics disponibles per accedir al sistema».

## Formes de desigualtat
Desigualtat econòmica és la diferència en com es distribueixen els actius, el benestar o els ingressos entre la població.
Desigualtat entre sexes, moltes societats tenen distincions socials i culturals entre homes i dones per convertir les diferències biològiques del sexe en jerarquies de poder, estatus i ingressos.
Desigualtat jurídica és discriminació legal, la que realitza un tribunal respecte alguna persona. Per motius econòmic, racials, color de pell o nacionalitat, que per motius d'aquestes diferències una persona tingui més probabilitats de ser condemnada que una altra davant del mateix delicte.
Desigualtat informativa i educativa (escletxa digital) moltes vegades causada per la falta de coneixements o educació formal, així com la manca d'accés a les fonts d'informació adequades. Per exemple, la prohibició a Europa i Amèrica de l'accés a les dones a la universitat durant gran part del segle xix.
Desigualtat en salut representen diferències sistemàtiques, socialment injustes i potencialment evitables en un o més aspectes de la salut en poblacions o grups poblacionals definits socials, econòmica, demogràficament o geogràficament.

## Mètodes quantitatius per mesurar la desigualtat
Coeficient de Gini. És la forma més coneguda de mesurar la desigualtat social, agafant valors entre 0 i 1. Zero correspon a l'absència total de desigualtat o perfecta igualtat.
Llindar de pobresa. És el nivell d'ingrés mínim necessari per a adquirir un adequat nivell de vida en un país donat. A la pràctica, com la definició de la pobresa, aquest llindar (i de forma comuna) és significativament més alt en els països desenvolupats que en els països en desenvolupament.
Índex de pobresa multidimensional (IPM). És un índex de pobresa estadístic sobre la situació de les persones per països, elaborat des de 2010, que substitueix indicadors de pobresa anteriors (IPH 1 i IPH 2).
Índex d'Atkinson. Creat per Anthony Barnes Atkinson, economista especialitzat en desigualtat, permet una sensibilitat variable (ε) a les desigualtats en les diferents parts de la distribució de l'ingrés, ja que normalment les mesures de desigualtats impliquen cert grau de judici social: "Mesures com les del coeficient de Gini no són purament estadístiques perquè incorporen judicis implícits respecte la importància que cal assignar-se a la desigualtat en diferents punts de l'escala d'ingresos" (Atkinson, p. 47).
Índex d'entropia generalitzada. L'índex d'entropia generalitzada s'ha proposat com a mesura de la desigualtat econòmica en una població. Es deriva de la teoria de la informació com a mesura de la redundància de les dades. En teoria de la informació, una mesura de redundància es pot interpretar com a no aleatorietat o compressió de dades; per tant, aquesta interpretació també s'aplica a aquest índex.
Índex de progressivitat de Kakwani. L'índex de Kakwani és una mesura de la progressivitat d'una intervenció social i és utilitzat per científics socials, estadístics i economistes. Porta el nom de l'economista que el va proposar i utilitzar per primer cop, Nanak Chand Kakwani.
Proporció de l'ingrés total guanyat: la proporció d'ingressos de la part més pobre de la població és una de les mesures més intuïtives de la desigualtat.
Índex de Robin Hood. És conceptualment una de les mesures de desigualtat més senzilles utilitzades en econometria. És igual a la part dels ingressos totals de la comunitat que s'hauria de redistribuir (treta de la meitat més rica de la població i lliurada a la meitat més pobre) perquè la societat visqui en perfecta igualtat. L'índex de Robin Hood es basa en la corba de Lorenz i està estretament lligat a la mesura de desigualtat més coneguda, el coeficient de Gini, que també es basa en la corba de Lorenz.
Índex de pobresa de Sen. Va ser una proposta de Amartya Sen. L'índex de pobresa de Sen és una mesura composta de pobresa, que combina la incidència i la intensitat del risc de pobresa amb la distribució de la renda entre les persones en risc de pobresa. L'índex de Sen es defineix per la combinació de tres mesures diferents de la pobresa: la taxa de pobresa; la ràtio de bretxa de pobresa; i la desigualtat d'ingressos entre els pobres mesurada per l'índex de Gini.